# ゴロカ
ゴロカ（英: Goroka）はパプアニューギニアの山岳地方の東部山岳州の州都。
2011年の人口は2万2830人で、国内7位。
パプアニューギニアの高地地方では比較的早い時期から西欧文明と接する。
ゴロカ大学（The University of Goroka）をはじめ、国立医療研究所 (Institute of Medical Research) 、国立スポーツ研究所 (National Sports Institute) 、メラネシア研究所といった研究所、NGO等が多く集まる。

## 人口
- 1980年9月22日：1万8511人
- 1990年7月11日：1万7768人
- 2000年7月9日：1万8998人
- 2011年7月10日：2万2830人

## 祭り
パプアニューギニアの独立記念日である9月16日前後に地域の部族が集まり伝統装束を着飾り踊るゴロカショウ（ハイランドショー）は、パプアニューギニア最古のお祭りである。
。2011年は第55回であった。

## 地理

### 産業
1930年代にジャマイカからコーヒー（ブルーマウンテン）の苗木が持ち込まれ、栽培が広まる。現在は、ゴロカコーヒーの名も冠されるようになり有名な産品となった。

### 気候
ケッペンの気候区分では、 熱帯モンスーン気候 (Am) であるが、高地に位置する都市のため冷涼な気候である。
若干気温が下がり、乾燥する6月～8月の間は、最高気温24℃、最低気温13度前後で推移し、若干気温が上がり降水も増加する10月～4月の間は最高気温25℃～26℃、最低気温14℃～15℃前後で推移する。
| ゴロカの気候           | ゴロカの気候 | ゴロカの気候 | ゴロカの気候 | ゴロカの気候 | ゴロカの気候 | ゴロカの気候 | ゴロカの気候 | ゴロカの気候 | ゴロカの気候 | ゴロカの気候 | ゴロカの気候 | ゴロカの気候 | ゴロカの気候  |
| 月                     | 1月          | 2月          | 3月          | 4月          | 5月          | 6月          | 7月          | 8月          | 9月          | 10月         | 11月         | 12月         | 年            |
| ---------------------- | ------------ | ------------ | ------------ | ------------ | ------------ | ------------ | ------------ | ------------ | ------------ | ------------ | ------------ | ------------ | ------------- |
| 平均最高気温 °C （°F） | 25.5 (77.9)  | 25.5 (77.9)  | 25.1 (77.2)  | 25.2 (77.4)  | 25.3 (77.5)  | 24.4 (75.9)  | 24.0 (75.2)  | 24.5 (76.1)  | 24.9 (76.8)  | 25.3 (77.5)  | 25.9 (78.6)  | 25.4 (77.7)  | 25.08 (77.14) |
| 日平均気温 °C （°F）   | 19.9 (67.8)  | 20.1 (68.2)  | 19.8 (67.6)  | 19.8 (67.6)  | 19.7 (67.5)  | 18.8 (65.8)  | 18.6 (65.5)  | 18.9 (66)    | 19.1 (66.4)  | 19.4 (66.9)  | 19.7 (67.5)  | 19.8 (67.6)  | 19.47 (67.03) |
| 平均最低気温 °C （°F） | 14.4 (57.9)  | 14.7 (58.5)  | 14.6 (58.3)  | 14.4 (57.9)  | 14.2 (57.6)  | 13.3 (55.9)  | 13.2 (55.8)  | 13.3 (55.9)  | 13.4 (56.1)  | 13.5 (56.3)  | 13.5 (56.3)  | 14.3 (57.7)  | 13.9 (57.02)  |
| 降水量 mm （inch）     | 229 (9.02)   | 249 (9.8)    | 232 (9.13)   | 181 (7.13)   | 117 (4.61)   | 62 (2.44)    | 55 (2.17)    | 65 (2.56)    | 99 (3.9)     | 159 (6.26)   | 163 (6.42)   | 229 (9.02)   | 1,840 (72.46) |
| 出典：                 |              |              |              |              |              |              |              |              |              |              |              |              |               |

## 交通
ゴロカ空港。ニューギニア航空・エアラインPNGがポートモレスビーへの便を各2便飛ばす他、内陸都市などへの便もある。
2018年1月現在新ターミナルビル建設中。空港の前にバスターミナルあり。
現在のところ、空港内は一切の売店・飲食店は存在しない。
なお、ハイランド地方内を結ぶ公共バスは頻発しているが、ゴロカとポートモレスビーを結ぶ道路はなく、航空機のみが首都と、ゴロカを直結する唯一の交通手段である。